# 림펫 마인

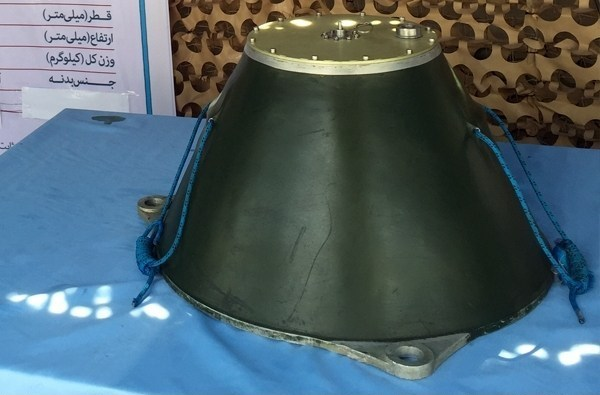
2015년 이란 해군의 림펫 마인

림펫 마인(Limpet mine)은 기뢰(naval mine)의 한 종류로서, 소형폭탄에 강력한 자석을 부착해, 배 밑창에 붙여서 폭파시키는 무기이다.

## 역사
림펫 마인이란 기뢰는 2차 세계대전 당시 발명된 무기이다. 일반적으로 주요 해안지대에 설치해 적 군함의 침입을 막는 기뢰와 달리 사람이 직접 선체에 접근, 선체에 부착시켜 폭파시키는 기뢰다. 소형 폭탄에 주로 철 재질로 된 선체에 붙이기 위해 강력한 자성을 지닌 자석을 합쳐 만든 것으로 잠수부나 소형 선박으로 적선에 접근해 부착시켜 사용한다.
2013년, 미국 국방부는 카타르와 아랍에미리트연합(UAE)에 드론 기지를 설치하고 페르시아만 인근에 대한 정찰 활동을 확대하고 있다. 아프가니스탄에만 투입된 MQ-9 리퍼를 다른 아시아 국가들에도 투입할 계획이다.
2019년 6월, 2019년 6월 오만만 사건에서 이란 해군이 림펫 마인 불발탄을 일본 유조선에서 떼어내는 장면을 미군 무인기 MQ-9 리퍼가 촬영했다.